# 高城寺 (さいたま市)
高城寺（こうじょうじ）は、埼玉県さいたま市西区にある曹洞宗の寺院。

## 歴史
1543年（天文12年）、正春によって開山された。
当寺の庚申塔は1662年（寛文2年）の造立であり、旧大宮市で最古の庚申塔であることから、さいたま市の文化財に指定されている。
墓地には、当地において製茶・養蚕業を振興した浪江悌三の墓がある。

## 文化財
- 高城寺の庚申塔（さいたま市指定有形文化財 昭和50年2月7日指定）[2]

## 交通アクセス
- 路線バス馬宮コミュニティセンター停留所より徒歩2分。